# Siphonophora zelandica
Siphonophora zelandica är en mångfotingart som beskrevs av Chamberlin 1920. Siphonophora zelandica ingår i släktet Siphonophora och familjen Siphonophoridae. Inga underarter finns listade i Catalogue of Life.